# L'anima vola
L'anima vola è l'ottavo album in studio della cantante italiana Elisa, pubblicato il 15 ottobre 2013 dalla Sugar Music. Primo progetto della cantautrice interamente in lingua italiana, presenta al suo interno le colonne sonore Ancora qui e Ecco che, candidate rispettivamente alla preselezione all'Oscar alla migliore canzone e al Nastro d'argento alla migliore canzone originale.

## Descrizione
L'anima vola è il primo album pubblicato da Elisa interamente in lingua italiana, vede la partecipazione nella produzione e scrittura dei brani di Ennio Morricone, Chris Bell, Tiziano Ferro, Luciano Ligabue e Giuliano Sangiorgi. Elisa ha raccontato la scelta artistica di scrittura e produzione del progetto:
(Elisa Toffoli)
Nell'album è presente una versione alternativa di Ancora qui, composto da Ennio Morricone e scritto dalla stessa Elisa, brano colonna sonora del film Django Unchained diretto da Quentin Tarantino, candidato alla preselezione all'Oscar alla migliore canzone. Il brano composto da Elisa e scritto da Giuliano Sangiorgi, Ecco che, viene scelto come colonna sonora del film L'ultima ruota del carro di Giovanni Veronesi, ottenendo una candidatura ai Nastri d'argento 2014 nella categoria alla migliore canzone originale.

## Pubblicazione e promozione
Il 6 dicembre 2012 Elisa annuncia che a seguito della sua seconda gravidanza l'uscita dell'album in preparazione viene posticipata da gennaio a settembre 2013. L'11 luglio 2013 viene rivelata la data d'uscita definitiva: il 15 ottobre 2013.
Il 23 agosto 2013 viene pubblicato il primo singolo, L'anima vola, il quale ha raggiunto la seconda posizione della Top Singoli. Il 24 settembre, con l'apertura dei preordini dell'album, viene pubblicata anche Non fa niente ormai, in esclusiva per iTunes, che arriva alla posizione 18 della classifica di vendita dei singoli FIMI. Il secondo singolo ufficiale è Ecco che, viene pubblicato il 22 novembre 2013.
Il 31 gennaio 2014 viene pubblicato il terzo singolo estratto dall'album, Un filo di seta negli abissi, seguito da Pagina bianca, pubblicato il 23 maggio 2014. Il 19 settembre viene pubblicato il quarto singolo Maledetto labirinto. Il 7 novembre 2014 pubblica l'ultimo singolo estratto dall'album, A modo tuo.
Come ulteriore prmozione dell'album Elisa si esibisce con il L'anima vola tour in Italia, e con L'anima vola Live in the Clubs, con concerti previsti in città europee, tra cui Parigi, Londra, Madrid, Bruxelles e Stoccarda.
L'album viene pubblicato anche in vinile in edizione limitata e numerata di 500 copie in esclusiva per Amazon. Il 17 novembre 2014 è stata commercializzata un'edizione deluxe contenente il CD originale con tre inediti e due cover: One degli U2 e Bridge over Troubled Water di Simon & Garfunkel. Inoltre è presente un DVD con un documentario realizzato durante la prima parte di L'anima vola tour.

## Accoglienza
| Recensione   | Giudizio |
| ------------ | -------- |
| Panorama     | positivo |
| Radio Italia | positivo |
| Rockol       | 8/10     |

Marinella Venegoni de La Stampa descrive il progetto come un «disco difficile» per il cambiamento linguistico apportato dalla cantante, ritenendo la scelta «come uscire in un territorio misterioso, un gesto di maturità artistica». Giudicandolo «gradevole», la giornalista descrive il «tessuto musicale e produttivo complesso, ma le melodie hanno un impatto immediato; con la capacità poi di Elisa di dar fondo alle sfumature ricche della sua bella voce», descrivendo i testi  «intimisti» e «personali».
Paola De Simone di Rockol assegna un punteggio di 8 su 10 al progetto, descrivendolo dallo stile «maturo e leggibile» in cui i brani sono «narrati con una penna chiara e pulita, affatto assetata di facili rime, ma desiderosa di comunicare sensazioni e stati d’animo». De Simone definisce la vocalità «ben dosata» della cantante, consentendole una «talentuosa interpretazione, che sa comunicare persino le sfumature». Alessandro Alicandri di Panorama afferma che con l'album «Elisa ci porta per mano nel suo mondo e poi nel suo mondo ti ci perdi», affermando che «la potenza degli arrangiamenti» dalle sonorità pop e rock, entra «sui testi in modo originale», creando «una chimica disarmante». Alicandri sostiene che «niente è prevedibile» nelle diverse tracce, trovandolo «un ritorno all'innocenza», poiché per «delicatezza e intenzioni».

## Riconoscimenti
- Premio Lunezia Pop d'Autore 2014 per il valore musical-letterario[30]

## Tracce
Testi e musiche di Elisa Toffoli, eccetto dove indicato.
1. Lontano da qui – 4:21
2. Pagina bianca – 3:49
3. Un filo di seta negli abissi – 3:37
4. L'anima vola – 4:03
5. Maledetto labirinto – 5:28
6. E scopro cos'è la felicità (feat. Tiziano Ferro) – 4:43 (testo: Tiziano Ferro – musica: Elisa Toffoli, Christian Rigano)
7. A modo tuo – 5:20 (Luciano Ligabue)
8. Specchio riflesso – 4:08
9. Ancora qui – 4:56 (musica: Ennio Morricone)
10. Non fa niente ormai – 4:58
11. Ecco che – 3:53 (testo: Giuliano Sangiorgi)

Tracce bonus nell'edizione deluxe
1. Pugni sotto la cintura – 3:55
2. L'abitudine di sorridere – 5:02
3. Ti dirò di sì – 5:38
4. One – 5:49
5. Bridge over Troubled Water – 4:55

## Formazione
- Elisa – voce, pianoforte, programmazione, basso (traccia 9), tastiera, chitarra acustica, chitarra elettrica
- Andrea Rigonat – chitarra elettrica, programmazione, chitarra acustica
- Christian "Noochie" Rigano – tastiera, sintetizzatore, programmazione, pianoforte, organo Hammond, Fender Rhodes, armonium
- Sean Hurley – basso
- Victor Indrizzo – batteria, timpani, percussioni
- Davide Rossi – violino, programmazione, archi

## Successo commerciale
A poche ore dalla pubblicazione, l'album ha raggiunto la prima posizione nella classifica iTunes italiana. Dopo la prima settimana di commercializzazione l'album esordisce alla prima posizione della classifica FIMI Album, divenendo il terzo progetto della cantautrice a ottenere tale risultato, dopo Soundtrack '96-'06 (2006) e Heart (2009). Dopo tre settimane dall'uscita, l'Anima vola viene certificato disco d'oro dalla FIMI per le oltre 30 000 copie vendute. A fine anno l'album risulta essere il quindicesimo più venduto in Italia, terzo considerando le artiste donne dopo Schiena di Emma Marrone e 20 - The Greatest Hits di Laura Pausini.
L'album nelle settimane seguenti raggiunge una nuova certificazione divenendo disco platino con oltre 60 000 copie vendute, e successivamente doppio platino per averne vendute oltre 100.000.

## Classifiche

### Classifiche settimanali
| Classifica (2013) | Posizione massima |
| ----------------- | ----------------- |
| Italia            | 1                 |

### Classifiche di fine anno
| Classifica (2013) | Posizione |
| ----------------- | --------- |
| Italia            | 15        |
| Classifica (2014) | Posizione |
| Italia            | 25        |
| Classifica (2015) | Posizione |
| Italia            | 94        |